# Besides
Besides – trzeci album zespołu Sugar wydany w czerwcu 1995 przez wytwórnię Rykodisc. Płyta zawiera nagrania z lat 1992–1994 wydane wcześniej na singlach.

## Lista utworów
1. „Needle Hits E” (B. Mould) – 3:21
2. „If I Can’t Change Your Mind (Solo Mix)” (B. Mould) – 3:20
3. „Try Again” (B. Mould) – 4:42
4. „Where Diamonds Are Halos (Live)” (D. Barbe) – 4:17
5. „Armenia City in the Sky (Live)” (S. Keene) – 3:26
6. „Clownmaster (Live)” (B. Mould) – 3:20
7. „Anyone (Live)” (D. Barbe) – 2:43
8. „JC Auto (Live)” (B. Mould) – 6:02
9. „Believe What You’re Saying (Campfire Mix)” (B. Mould) – 3:52
10. „Mind Is an Island” (B. Mould) – 3:39
11. „Frustration” (D. Barbe) – 5:20
12. „Going Home” (B. Mould) – 2:41
13. „In the Eyes of My Friends” (D. Barbe) – 3:35
14. „And You Tell Me” (B. Mould) – 5:03
15. „After All the Roads Have Led to Nowhere (Live)” (B. Mould) – 3:21
16. „Explode and Make Up (Live)” (B. Mould) – 4:41
17. „The Slim (Live)” (B. Mould) – 6:26

## Skład
- Bob Mould – śpiew, gitara
- David Barbe – gitara basowa, śpiew
- Malcolm Travis – perkusja

produkcja
- Bob Mould – produkcja (1-3, 6, 9-14)
- Lou Giordano – produkcja (1-3, 6), mix (4, 5, 7, 8)
- Jim Wilson – inżynier dźwięku (9-14), mix (15-17)
- Timothy Powell – nagranie (4, 5, 7, 8)
- Wally Fleming – nagranie (15-17)
- Toby Mountain – mastering (1-17)
- Howie Weinberg – mastering (1-17)